# 格魯希涅 (佩爾沃邁西基區)
49°21′50″N 36°9′24″E / 49.36389°N 36.15667°E
赫魯希內（烏克蘭語：Грушине）是位於烏克蘭東部的村莊，由哈爾科夫州洛佐瓦區的五一城市鎮負責管轄。該村始建於1550年，面積1平方公里，海拔高度162米，2001年人口645，人口密度每平方公里643.7人。